# فريدريش بيكمان
فريدريش بيكمان Friedrich Beckmann (ولد في بريسلاو في يناير 1803- مات في فيينا في سبتمبر 1866) هو كاتب مسرحي كوميدي ألماني. كما كان ممثلا كوميديا شهيرا، وكان يلعب العديد من الأدوار من المسرحيات التي كان يكتبها.

## حياته
قام فريدريش بيكمان في صباه بأداء بعض الدوار المسرحية، فأبدى موهبة كبيرة في مجال الكوميديا. وقد عمل ابتداءًا من 1820 في مسارح بريسلاو وبرلين. وقد قام في البداية بأداء ادوار كبيرة، حتى أنه أصبح ممثلا محبوبا لدى الجمهور.
وقد أعجب فريدريش بيكمان بشخصية إيكينشتيهر Eckensteher في مسرحية كارل فون هولتاي التراجيدية، مما دفعه إلى كتابة المسرحية الهزلية «إيكينشتيهر نانته في التحقيق» Eckensteher Nante im Verhör، والتي نجحت نجاحا ساحقا على مسارح ألمانيا كلها، وقد لعب الدور الرئيسي في المسرحية. وقد طبعت هذه المسرحية أكثر من 46 طبعة.
وقد كان له أثر كبير على المسرح الهزلي في ألمانيا، وكان يدعو إليه باعتباره المسرح الأكثر شعبية والأقرب للتأثير على الجمهور.
وفي عام 1838 تزوج من Soubrette Adele Muzzarelli التي كان يحبها. ورحل إلى فيينا في عام 1846 كي يعمل في المسرح الملكي الذي ظل يعمل فيه فترة طويلة.
وكان فريدريش بيكمان من الشخصيات الرقيقة والضاحكة، والذي كان قلبه يمتلأ قلبه بالحب والفكهة في نفس الوقت.